# Breogán

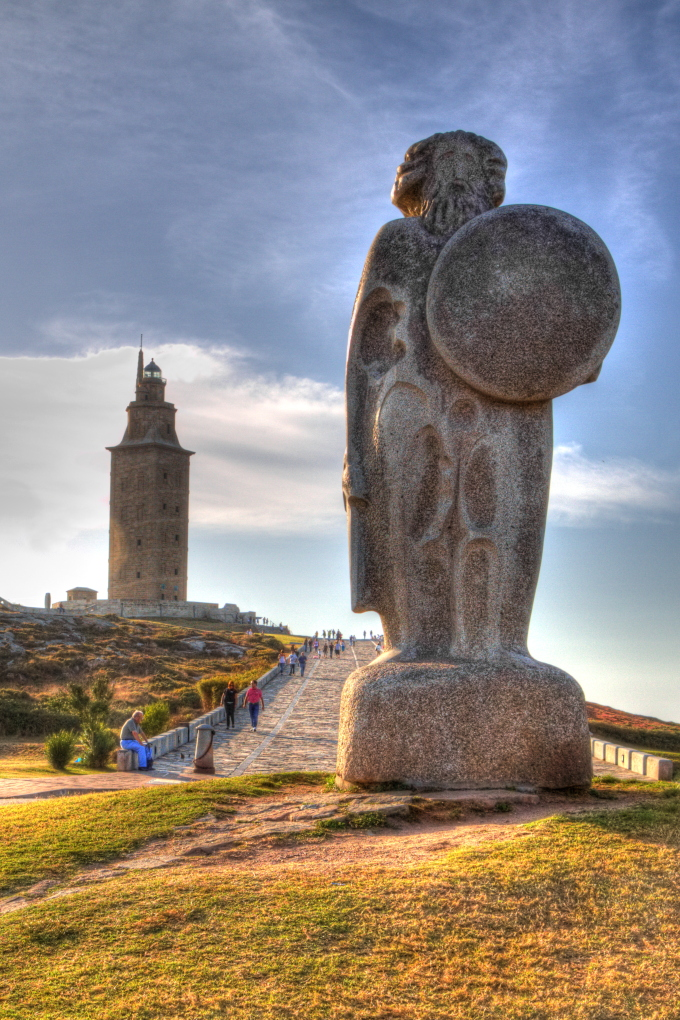
La torre di Ercole e la statua di Breogán alla Coruña.

Breogán fu un mitico sovrano celtico proveniente dalla Galizia, di cui sarebbe stato il fondatore. Era figlio di Brath. Secondo il Lebor Gabála Érenn, fondò la città di Brigantium (La Coruña), che, secondo una paraetimologia, avrebbe preso il nome da lui, e vi costruì una gigantesca torre, identificata con la Torre di Ercole.
Secondo la leggenda, suo figlio Ith riuscì a scorgere l'Irlanda dalla cima della torre, e lui e suo fratello Bile giunsero sull'isola verde, dove furono accolti dai Túatha Dé Danann, che in seguito uccisero Ith. Decenni dopo i pronipoti di Breogan, Amergin, Érimón e Éber Finn si vendicarono conquistando l'isola.
Secondo il Lebor Gabála Érenn, Breogán ebbe dieci figli. Bile fu il padre di Míl Espáine, e Ith fu il padre di Lughaidh. Gli altri figli furono  Breogha, Cuailgne, Muirtheimhne, Cualu, Fuad, Bladh, Eibhle e Nár. La maggior parte di essi sono ricordati, sempre stando alla leggenda, in nomi di località o montagne irlandesi.
L'idea secondo cui l'origine dei moderni irlandesi sia da tracciare nella Spagna settentrionale è basata probabilmente sulle similarità tra i nomi Iberia e Hibernia, e tra Galizia e Gaeli. Al di là del mito, tuttavia, la conquista dell'Irlanda da parte di immigrati provenienti dalla penisola iberica in epoca preistorica si accorda con uno studio genetico condotto nel 2006 presso l'Università di Oxford, che ha concluso che la maggior parte degli abitanti delle Isole britanniche discendono in realtà da pescatori neolitici che attraversarono il Golfo di Biscaglia provenienti dalle regioni costiere del nord della Spagna.
La storia di Breogán è ancora piuttosto popolare in Spagna, e in particolare in Galizia, dove è sentita l'origine celtica del popolo gallego. A La Coruña è stata posta vicino alla Torre di Ercole una statua che lo raffigura, e anche l'inno gallego cita molte volte il personaggio.